# Філософія зоології

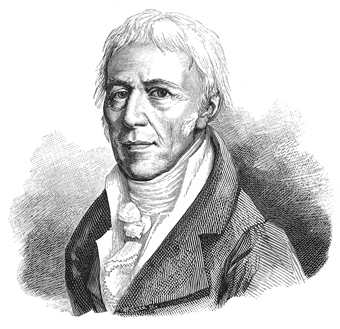
Жан Батист Ламарк

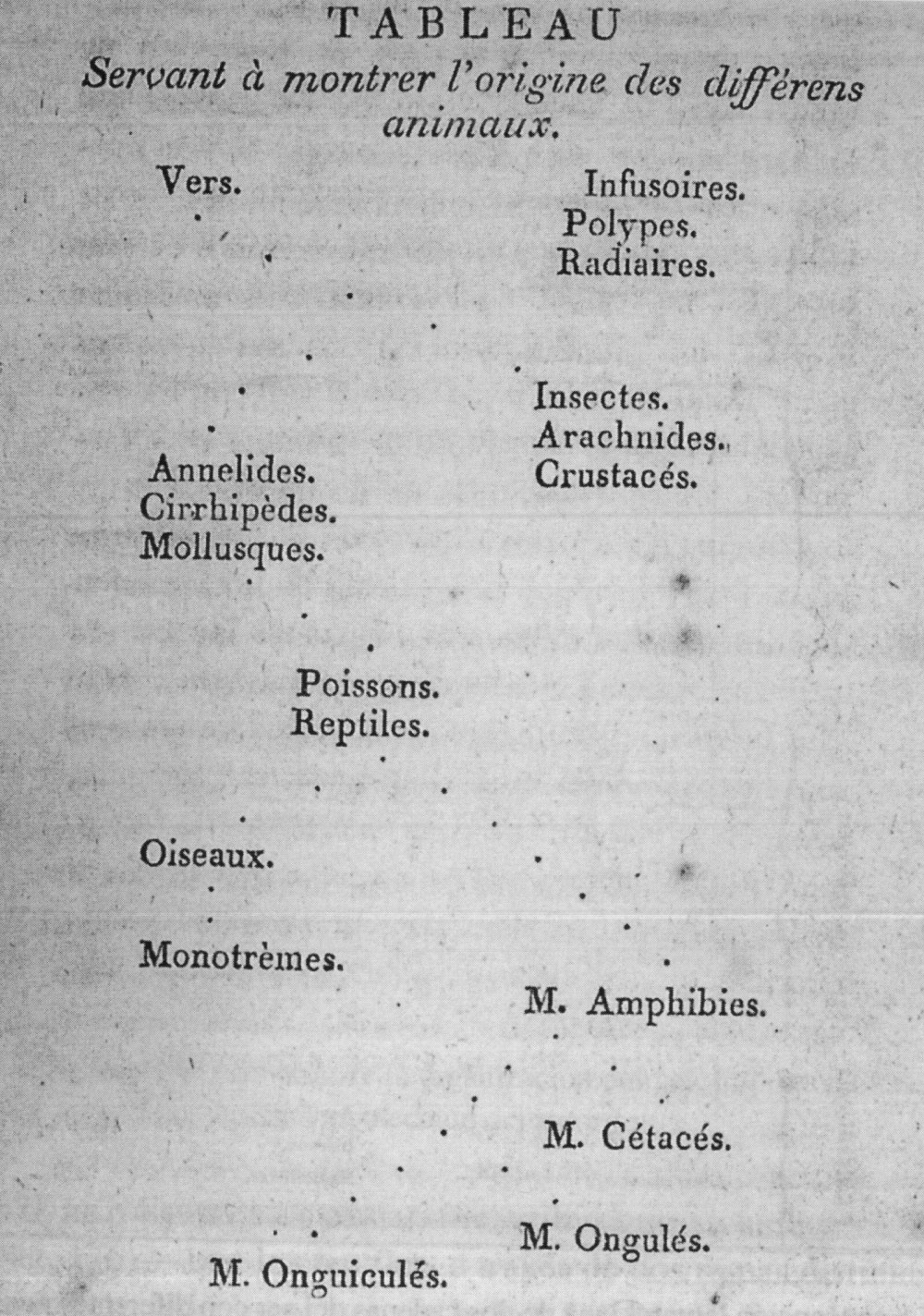

Жан Батист Ламарк. Философия зоологии. — М. : Изд-во АН СССР, 1955. — Т. 1. — 965 с.
Філософія зоології (фр. Philosophie zoologique) — одна із засадничих праць з зоології, написана Жаном Батистом Ламарком і опублікована ним в 1809 році. Робота також розглядається як перше вираження еволюційної теорії, увійшло до історії як ламаркізм.

## Зміст

### «Еволюційна» теорія
- Ламарк називає свою працю філософією, оскільки він викладає «загальне зведення правил і принципів». Сам Ламарк не використовує слово еволюція, проте він допускає, що природа створювала тіла послідовно — починаючи від простих форм і закінчуючи найбільш складними. Найбільш оспорюваною тезою еволюціонізму Ламарка є саме ця концепція «прогресивного вдосконалення». До подібного еволюціонізму (запереченню незмінності видів) його підштовхнуло виявлення проміжних форм живих істот, наприклад, качкодзьоба і єхидни.
- Ламарк виступає рішучим супротивником катастрофізму, визнаючи природі поступовість розвитку. Він також визнає «мимовільні зародження» найбільш примітивних форм (інфузорій), які розвиваються за допомогою «вправляння органів», що закріплюються подальшими поколіннями (ця ідея згодом була запозичена Дарвіном: див. 5 главу «Походження видів»). Ламарк визнає можливість походження одних видів істот від інших примітивніших. Так він вважає, що рептилії пішли від риб.
- Рушійними силами еволюції є зміни довкілля, які впливають на потреби.
- Ламарк не заперечує існування Бога, трактуючи його в дусі деїзму.

### Зоологія
З чисто біологічних заслуг Ламарка слід виділити особливий інтерес до простих форм життя. Так він уперше ділить усіх тварин на хребетних і безхребетних (раніше базовим критерієм відмінності тварин була наявність або відсутність крові), а також виділяє павукоподібних з комах. Визначаючи тварин, Ламарк наполягає на такій їх істотній рисі як подразливість, вважаючи здатність до пересування не істотною, оскільки устриці і поліпи нерухомі. Всього Ламарк виділяє 14 класів тварин від інфузорій до ссавців. Цікаво, що він ще не виділяє земноводних в окремий клас, а амфібіями називає ластоногих.

#### 14 класів тварин
1. Інфузорії
2. Поліпи
3. Променисті (Морські зірки)
4. Черв'яки
5. Комахи
6. Павукоподібні
7. Ракоподібні
8. П'явки
9. Вусоногі
10. Молюски — «вищі тварини з безхребетних»
11. Риби
12. Рептилії
13. Птахи
14. Ссавці

## Ресурси Інтернету
- Жан Батист Ламарк Избранные произведения в двух томах. Том 1: Вступительные лекции к курсу зоологии, Философия зоологии (1809), АН СССР, 1955. — 965 с.
- Жан Батист Ламарк Избранные произведения в двух томах. Том 2: Естественная история беспозвоночных животных (1815), Статьи из «Нового словаря естественной истории» Детервилля (1817), Аналитическая система положительных знаний человека, полученных прямо или косвенно из наблюдений (1820), АН СССР, 1959 892 с.